# Entierro intramural
El entierro intramural es un tipo de entierro humano en el que los restos se entierran en el interior de un lugar que se utiliza activamente para otros fines. En el contexto de los tiempos premodernos, como en Çatalhöyük y la Grecia del Egeo, el término se refiere a la práctica de enterrar humanos dentro de casas y viviendas. En la Antigüedad clásica, como en Esparta, el entierro intramural es el entierro dentro de las murallas de una ciudad. Cuando una ciudad carecía de murallas, también se utiliza el término entierro intracomunal. En el uso moderno, como en la Inglaterra del siglo XIX, se utiliza para describir el entierro de personas en cementerios dentro de los límites de una parroquia o ciudad, en lugar de llevarlos a cementerios en las áreas circundantes.

## Dentro del hogar
Es probable que la costumbre del entierro intramural se haya originado en la zona del norte de Siria y el sudeste de Anatolia, y se haya extendido radialmente a lo largo de varios milenios. En el siglo XX, los historiadores consideraban el entierro intramuros como una costumbre primitiva que desaparecería gradualmente a medida que los humanos se centralizaran en asentamientos más grandes. Sin embargo, la práctica en realidad representa un avance en la complejidad de los entierros humanos, y su difusión fue posible en parte gracias al desarrollo de ciudades-estado en el tercer milenio a. C., incluidas Ur, Kish, Mari y otras.

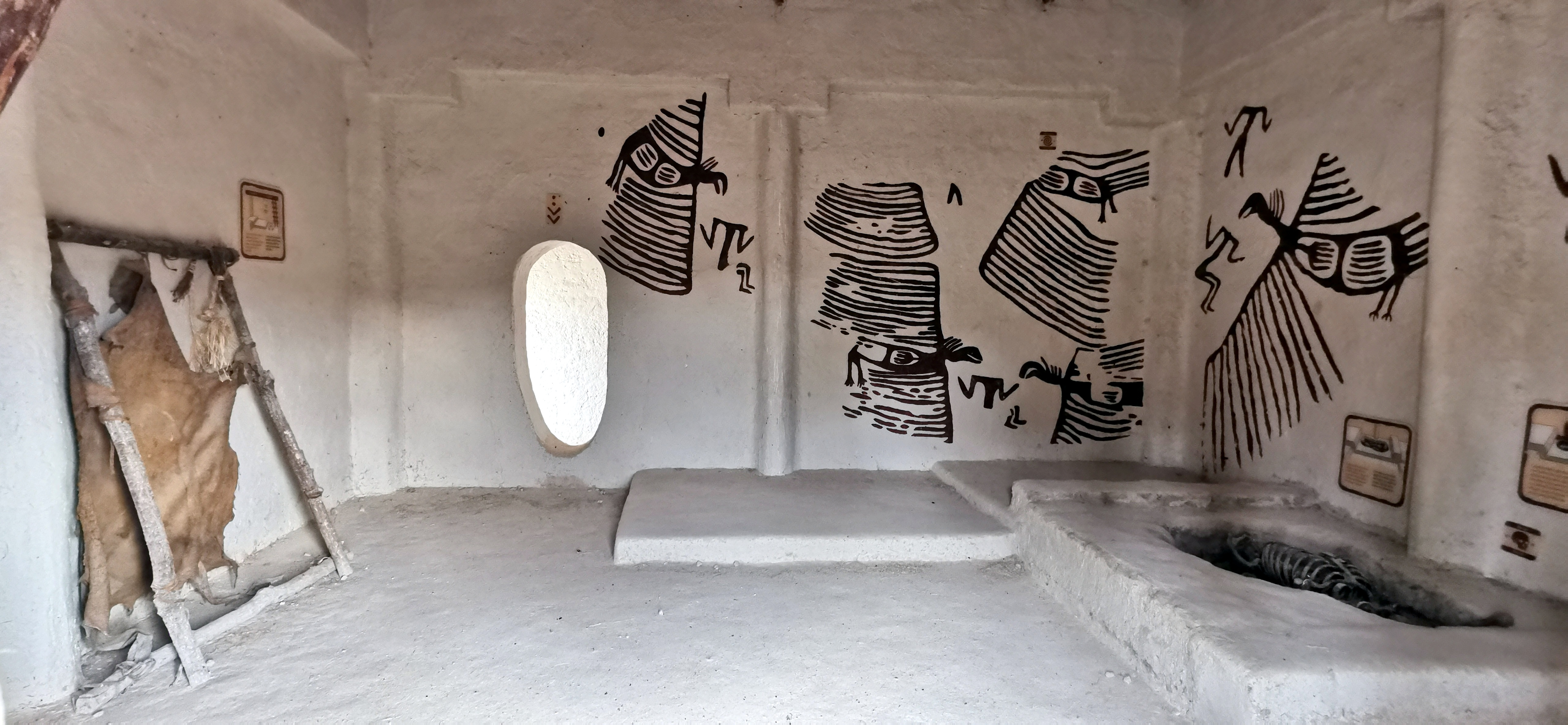
En Çatalhöyük se realizaron entierros intramuros bajo los pisos de viviendas como ésta.

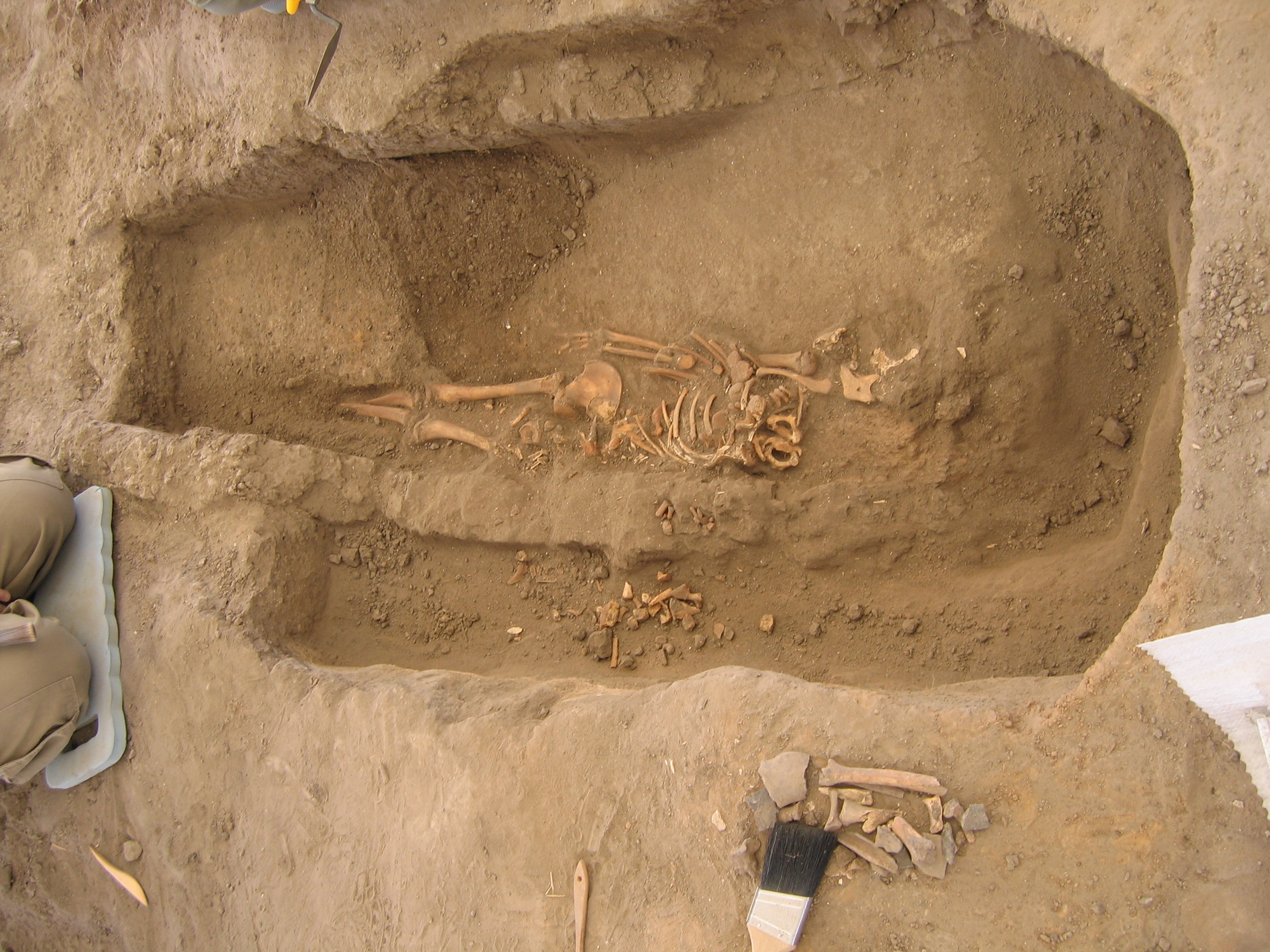
Entierro intramural primario bajo el piso, junto a un muro preexistente.

Çatalhöyük era un pueblo neolítico en Anatolia habitado por un total de 2000 a 5000 personas a lo largo de su historia. La mayoría de los entierros en Çatalhöyük no se realizaron en conchero s ni en lugares fuera del pueblo, sino dentro de casas aún ocupadas. Los adultos se ubicaban con mayor frecuencia debajo de plataformas y pisos, generalmente en las esquinas norte y este del edificio. Los niños y bebés se encontraban con mayor frecuencia en las partes sur de la casa. La mayoría de los entierros de todas las edades tuvieron lugar en la sala común central de la casa, donde se habría cocinado y dormido. A lo largo de los años, los cuerpos quedarían expuestos repetidamente al enterrar cadáveres nuevos. También era común que se extrajeran, reorganizaran o reemplazaran huesos en varios lugares de enterramiento. Esta práctica indica que los habitantes de Çatalhöyük estaban íntimamente familiarizados con los muertos, quienes continuaban siendo parte de la casa incluso después de la muerte.

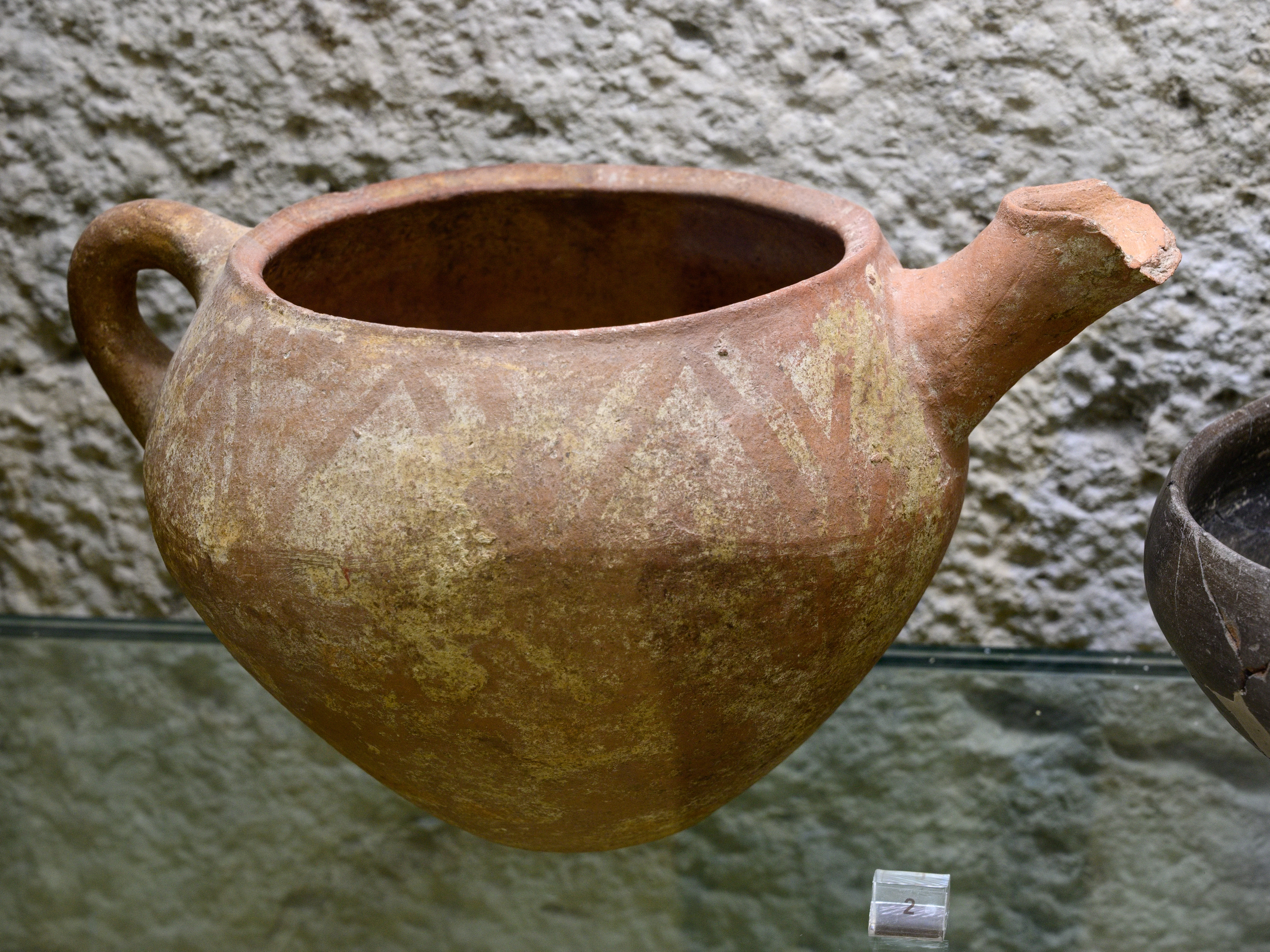
En gran parte de Grecia, durante la Edad del Bronce Medio, se enterraba a bebés y niños en tinajas.

Otro centro de entierros intramuros estaba en Grecia. Los primeros ejemplos de esta práctica se encuentran en Cnosos durante el neolítico acerámico. Otros lugares con altas concentraciones de entierros intramuros se encuentran en la Edad del Bronce Medio en Asine y Ayios Stephanos. Una variación de la práctica en Grecia y en otras partes del Oriente Próximo era el internamiento en grandes vasijas o cistas que luego eran enterradas en la casa. Esta costumbre aparentemente tenía connotaciones religiosas, y se hace mención de ella en la Epopeya de Baal y el Cuento de Aqhat. Incluso después de que los entierros en cementerios organizados sustituyeran a los entierros intramuros, los bebés y los niños continuaron siendo enterrados en tinajas de cocina. Una razón para esto puede ser que los bebés aún no habían pasado el rito de separación en la comunidad y, como tales, habrían sido excluidos de los lugares de entierro comunitarios.
La práctica continuó extendiéndose y se registra por primera vez que ocurrió en el valle del Éufrates en la segunda mitad del tercer milenio. El primer ejemplo es un hipogeo construido debajo de un edificio habitado en Til Barsip. En otros lugares, se construyeron tumbas familiares debajo o como parte de las estructuras templo s y palacios. Otra característica nueva fue la práctica de los entierros familiares, en los que los miembros de una familia extensa eran enterrados en una necrópolis en desarrollo dentro de su ciudad. Un ejemplo bien documentado de entierro intramural en este período se encuentra en Titris Hoyuk, en el sureste de Anatolia. Del 2600 al 2400 a. C., el sitio pasó de ser un pequeño pueblo a convertirse en una capital regional. A medida que se expandió, la ciudad pasó de practicar entierros en cista en un grupo de tumbas fuera de la ciudad, a tumbas en cista en casi todas las estructuras habitadas dentro de la ciudad. Sin embargo, la ubicación de estas tumbas y su relación con las viviendas es menos directa. En lugar de estar enterradas bajo la sala central, las tumbas de Titris Hoyuk estaban ubicadas en patios o almacenes laterales.

## Dentro de las murallas de la ciudad
En los estudios de la Grecia clásica, el término intramural se refiere a entierros que tuvieron lugar dentro de los muros de una ciudad-estado. En los casos en que una ciudad carecía de murallas, a veces se utiliza el término entierro intracomunal. En la mayor parte de Grecia, la práctica del entierro intracomunal fue abolida en gran medida hacia el final del Período geométrico. Sin embargo, en Esparta la práctica era común y no había restricciones para ser enterrado dentro de la comunidad. El entierro dentro de la ciudad se produjo junto con el entierro en cementerios organizados fuera de la ciudad. En lugar de que las tumbas intramuros estuvieran presentes en la mayoría de las casas, en Esparta se concentraban en edificios a lo largo de carreteras importantes que atravesaban la ciudad y en varias laderas cercanas a la colina Palaiokastro. Una razón para estos entierros era hacer reclamos simbólicos sobre la propia tierra dentro de la ciudad enterrando a miembros de la familia en esa tierra.

## Dentro de los cementerios

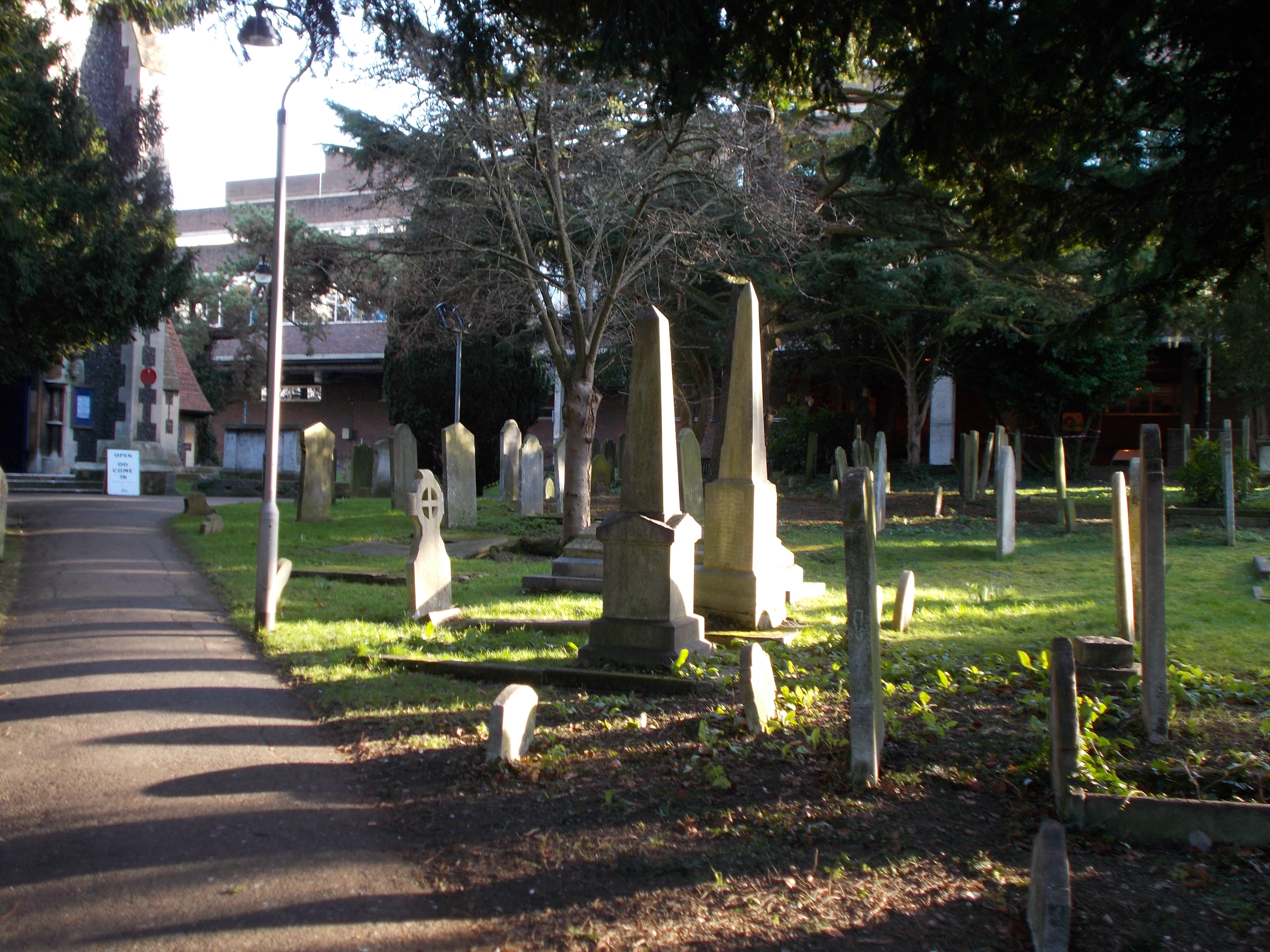
Tumbas en el cementerio de San Nicolás en Sutton.

En el siglo XIX, la mayoría de los estados europeos habían aprobado leyes que restringían la práctica conocida como entierro intramural, que entonces se definía como «enterrar a los muertos en cementerios» en lugar de «cementerios no consagrados». Esta reforma estuvo vinculada a una creciente preocupación por la exposición a los miasmas de los cementerio s. Se creía que el aire contaminado se acumularía en los cementerios, especialmente en aquellos con mala ventilación y entierros densos. Como tal, la preferencia se movió hacia cementerios dispersos fuera de las ciudades y en colinas abiertas (para la exposición al viento seco).
Sin embargo, la práctica continuó en Gran Bretaña debido a sus estrechos vínculos con la política religiosa. La legislación que abordaba la higiene, como la Ley de Salud Pública de 1848, no incluía estipulaciones contra el entierro intramural. La resistencia a la reforma provino en parte de las iglesias preocupadas por la pérdida de ingresos procedentes de los entierros. Además, se establecieron paralelismos entre los cementerios excesivamente organizados y la reforma penitenciaria, comparándose los cementerios seculares con «panópticos para los muertos». Un ejemplo de esta mentalidad se produjo en 1855, cuando el archidiácono de Londres William Hale redactó un cargo dirigido al clero de Londres titulado Intramural burial in England not Injurious to the Public Health («El entierro intramural en Inglaterra no es perjudicial para la salud pública»), en el que defendía la práctica del entierro intramural.
Una serie de leyes de entierro que comenzaron en la década de 1850 iniciaron el proceso de poner fin al entierro intramuros en Inglaterra. Se formalizó el sistema de cierre de cementerios, se llevaron a cabo inspecciones de los cementerios y una Junta de Salud concedió préstamos para crear nuevos cementerios sanitarios.